# Lin Li
Lin Li (chiń. 林莉; pinyin Lín Lì; ur. 4 maja 1970 w Nantong) – chińska pływaczka. Wielokrotna medalistka olimpijska.
Największe sukcesy odnosiła w stylu zmiennym. Brała udział w trzech igrzyskach (IO 88, IO 92, IO 96), na dwóch olimpiadach zdobywała medale (łącznie cztery). Jej koronnym dystansem było 200 metrów zmiennym. W 1992 wywalczyła na nim złoty medal olimpijski, cztery lata później zajęła trzecie miejsce. W Barcelonie sięgnęła ponadto po dwa srebrne krążki. Była również mistrzynią świata na dystansie 200 i 400 m w 1991.